# Fujiwara no Sanekata
Fujiwara no Sanekata (藤原実方; ... – 7 gennaio 999) è stato un poeta giapponese waka del medio periodo Heian.
Il suo nome è incluso negli elenchi antologici del Chūko Sanjūrokkasen e dell'Ogura Hyakunin Isshu.

## Biografia
Il suo bisnonno era Fujiwara no Tadahira, suo nonno il sadaijin (Ministro della Sinistra) Fujiwara no Morotada, suo padre il ciambellano Fujiwara no Sadatoki e sua madre la figlia di Minamoto no Masanobu, terzo figlio del principe imperiale Atsumi (figlio dell'imperatore Uda). È il padre di Fujiwara no Asamoto.
Ha svolto varie funzioni amministrative durante il regno degli imperatori Kazan e Ichijō. Ma nel 995, una violenta disputa con Fujiwara no Yukinari, quest'ultimo sostenuto dall'imperatore Ichijō, portò alla retrocessione di Sanekata come burocrate e al conseguente malcontento dell'imperatore. Sanekata viene retrocesso a governatore della provincia di Mutsu mentre Yukinari viene promosso kurodonotō e capo degli archivi imperiali.
Secondo quanto riferito, era un amante di Sei Shōnagon, e scambiava poesie d'amore con molte donne.
Intorno al 999, ebbe un incidente a cavallo sbattendo contro un dōsojin nella città di Natori e rimase ucciso nella caduta quando aveva circa quarant'anni. 
Dopo la sua morte, si ritiene che il fantasma irato di Sanekata apparisse sotto il ponte del fiume Kamo, la leggenda è raccontata nel Note del guanciale (枕草子 Makura no sōshi) di Sei Shōnagon.

## Opera poetica
Ha rapporti amichevoli con Fujiwara no Kintō, Minamoto no Shigeyuki, Fujiwara no Michinobu, tra gli altri. Il suo stile di poesia è riconosciuto come raffinato e di talento.
Sessantasette delle sue poesie furono incluse in antologie imperiali dallo Shūi Wakashū in poi.
La seguente sua poesia è stata inclusa come n° 51 in Ogura Hyakunin Isshu di Fujiwara no Teika :
(Hyakunin Isshu  n° 51)
Sopravvive una collezione privata della sua poesia, il Sanekata-shū (実方集).